# Prionolabis rufibasis rufibasis
Prionolabis rufibasis rufibasis is een ondersoort van de tweevleugelige Prionolabis rufibasis  uit de familie steltmuggen (Limoniidae). De soort komt voor in het Nearctisch gebied.